# Grand Prix Formule 1 van Spanje 2010

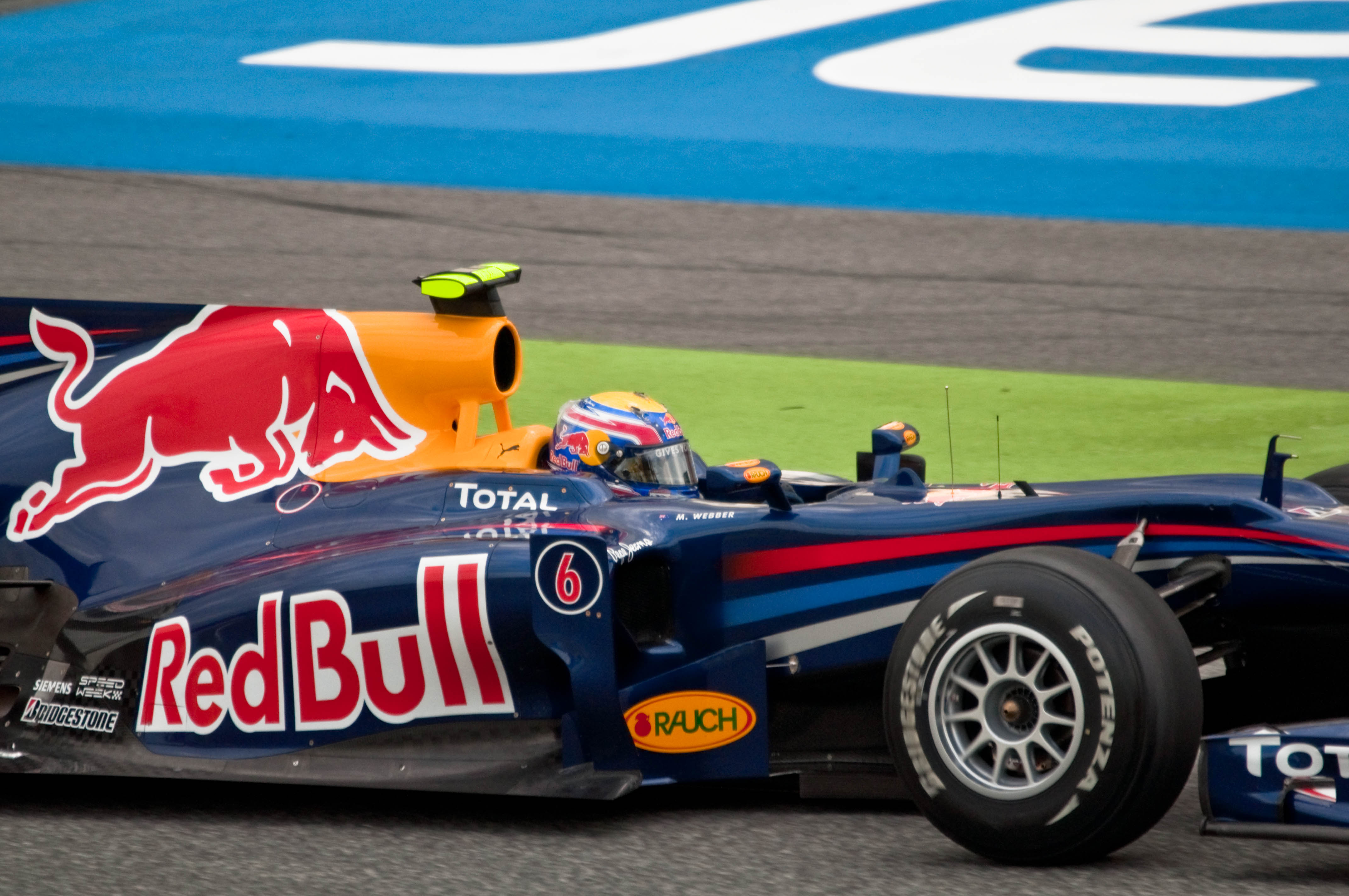
Zowel in de training als tijdens de race was Mark Webber in Spanje de beste. Hij reed op het circuit van Catalunya naar de derde overwinning in zijn carrière.

De Grand Prix Formule 1 van Spanje 2010 werd gehouden op 9 mei 2010 op het Circuit de Catalunya. Het was de vijfde race uit het kampioenschap.
Mark Webber, van het Red Bull Racing team, was het snelst in de kwalificatietraining en veroverde dus de poleposition voor deze race, voor teamgenoot Sebastian Vettel en McLaren-coureur Lewis Hamilton.
Webber won ook de race; het was de derde zege in zijn carrière. Fernando Alonso van het Ferrari-team werd tweede en Vettel behaalde de derde plaats. Hamilton viel twee ronden voor het eind, terwijl hij op de tweede plaats lag, uit met remproblemen.

## Kwalificatie
| Positie | Nr | Coureur            | Constructeur         | Q1       | Q2       | Q3       | Grid |
| ------- | -- | ------------------ | -------------------- | -------- | -------- | -------- | ---- |
| 1       | 6  | Mark Webber        | RBR-Renault          | 1:21.412 | 1:20.655 | 1:19.995 | 1    |
| 2       | 5  | Sebastian Vettel   | RBR-Renault          | 1:21.680 | 1:20.772 | 1:20.101 | 2    |
| 3       | 2  | Lewis Hamilton     | McLaren-Mercedes     | 1:21.723 | 1:21.415 | 1:20.829 | 3    |
| 4       | 8  | Fernando Alonso    | Ferrari              | 1:21.957 | 1:21.549 | 1:20.937 | 4    |
| 5       | 1  | Jenson Button      | McLaren-Mercedes     | 1:21.915 | 1:21.168 | 1:20.991 | 5    |
| 6       | 3  | Michael Schumacher | Mercedes GP          | 1:22.528 | 1:21.557 | 1:21.294 | 6    |
| 7       | 11 | Robert Kubica      | Renault              | 1:22.488 | 1:21.599 | 1:21.353 | 7    |
| 8       | 4  | Nico Rosberg       | Mercedes GP          | 1:22.419 | 1:21.867 | 1:21.408 | 8    |
| 9       | 7  | Felipe Massa       | Ferrari              | 1:22.564 | 1:21.841 | 1:21.585 | 9    |
| 10      | 23 | Kamui Kobayashi    | BMW Sauber-Ferrari   | 1:22.577 | 1:21.725 | 1:21.984 | 10   |
| 11      | 14 | Adrian Sutil       | Force India-Mercedes | 1:22.628 | 1:21.985 |          | 11   |
| 12      | 22 | Pedro de la Rosa   | BMW Sauber-Ferrari   | 1:22.211 | 1:22.026 |          | 12   |
| 13      | 10 | Nico Hülkenberg    | Williams-Cosworth    | 1:22.857 | 1:22.131 |          | 13   |
| 14      | 12 | Vitali Petrov      | Renault              | 1:22.976 | 1:22.139 |          | 19   |
| 15      | 16 | Sébastien Buemi    | STR-Ferrari          | 1:22.699 | 1:22.191 |          | 14   |
| 16      | 17 | Jaime Alguersuari  | STR-Ferrari          | 1:22.593 | 1:22.207 |          | 15   |
| 17      | 15 | Vitantonio Liuzzi  | Force India-Mercedes | 1:23.084 | 1:22.854 |          | 16   |
| 18      | 9  | Rubens Barrichello | Williams-Cosworth    | 1:23.125 |          |          | 17   |
| 19      | 18 | Jarno Trulli       | Lotus-Cosworth       | 1:24.674 |          |          | 18   |
| 20      | 19 | Heikki Kovalainen  | Lotus-Cosworth       | 1:24.748 |          |          | 20   |
| 21      | 24 | Timo Glock         | Virgin-Cosworth      | 1:25.475 |          |          | 22   |
| 22      | 25 | Lucas di Grassi    | Virgin-Cosworth      | 1:25.556 |          |          | 23   |
| 23      | 20 | Karun Chandhok     | HRT-Cosworth         | 1:26.750 |          |          | 24   |
| 24      | 21 | Bruno Senna        | HRT-Cosworth         | 1:27.122 |          |          | 21   |

## Race
| Positie | Nr | Coureur            | Constructeur         | Rondes | Tijd/Oorzaak uitval | Startplaats | Punten |
| ------- | -- | ------------------ | -------------------- | ------ | ------------------- | ----------- | ------ |
| 1       | 6  | Mark Webber        | RBR-Renault          | 66     | 1.35:44,101         | 1           | 25     |
| 2       | 8  | Fernando Alonso    | Ferrari              | 66     | +24.065             | 4           | 18     |
| 3       | 5  | Sebastian Vettel   | RBR-Renault          | 66     | +51.338             | 2           | 15     |
| 4       | 3  | Michael Schumacher | Mercedes GP          | 66     | +1:02.195           | 6           | 12     |
| 5       | 1  | Jenson Button      | McLaren-Mercedes     | 66     | +1:03.728           | 5           | 10     |
| 6       | 7  | Felipe Massa       | Ferrari              | 66     | +1:05.767           | 9           | 8      |
| 7       | 14 | Adrian Sutil       | Force India-Mercedes | 66     | +1:12.941           | 11          | 6      |
| 8       | 11 | Robert Kubica      | Renault              | 66     | +1:13.677           | 7           | 4      |
| 9       | 9  | Rubens Barrichello | Williams-Cosworth    | 65     | + 1 ronde           | 17          | 2      |
| 10      | 17 | Jaime Alguersuari  | STR-Ferrari          | 65     | + 1 ronde           | 15          | 1      |
| 11      | 12 | Vitaly Petrov      | Renault              | 65     | + 1 ronde           | 19          |        |
| 12      | 23 | Kamui Kobayashi    | BMW Sauber-Ferrari   | 65     | + 1 ronde           | 10          |        |
| 13      | 4  | Nico Rosberg       | Mercedes GP          | 65     | + 1 ronde           | 8           |        |
| 14      | 2  | Lewis Hamilton     | McLaren-Mercedes     | 64     | Banden              | 3           |        |
| 15      | 15 | Vitantonio Liuzzi  | Force India-Mercedes | 64     | Motor               | 16          |        |
| 16      | 10 | Nico Hülkenberg    | Williams-Cosworth    | 64     | + 2 ronden          | 13          |        |
| 17      | 18 | Jarno Trulli       | Lotus-Cosworth       | 63     | + 3 ronden          | 18          |        |
| 18      | 24 | Timo Glock         | Virgin-Cosworth      | 63     | + 3 ronden          | 22          |        |
| 19      | 25 | Lucas di Grassi    | Virgin-Cosworth      | 62     | + 4 ronden          | 23          |        |
| Ret     | 16 | Sébastien Buemi    | STR-Ferrari          | 44     | Hydrauliek          | 14          |        |
| Ret     | 20 | Karun Chandhok     | HRT-Cosworth         | 30     | Wielophanging       | 24          |        |
| Ret     | 22 | Pedro de la Rosa   | BMW Sauber-Ferrari   | 20     | Schade ongeval      | 12          |        |
| Ret     | 21 | Bruno Senna        | HRT-Cosworth         | 0      | Ongeval             | 21          |        |
| DNS     | 19 | Heikki Kovalainen  | Lotus-Cosworth       | 0      | Versnellingsbak     | 20          |        |

## Noot
- Vijfde snelste ronde voor Lewis Hamilton.

1913 · 1923 · 1926 · 1927 · 1933 · 1934 · 1935 · 1951 · 1954 · 1967 · 1968 · 1969 · 1970 · 1971 · 1972 · 1973 · 1974 · 1975 · 1976 · 1977 · 1978 · 1979 · 1980 · 1981 · 1986 · 1987 · 1988 · 1989 · 1990 · 1991 · 1992 · 1993 · 1994 · 1995 · 1996 · 1997 · 1998 · 1999 · 2000 · 2001 · 2002 · 2003 · 2004 · 2005 · 2006 · 2007 · 2008 · 2009 · 2010 · 2011 · 2012 · 2013 · 2014 · 2015 · 2016 · 2017 · 2018 · 2019 · 2020 · 2021 · 2022 · 2023 · 2024 · 2025 · 2026